# Metropolitano de Viena
O metro (português europeu) ou metrô (português brasileiro) (ou U-Bahn) de Viena é um sistema de metropolitano que opera na cidade de Viena, capital da Áustria. É quase todo subterrâneo, à excepção da secção central da U6 que circula num viaducto, na antiga linha de comboio (Stadtbahn). O primeiro troço da U-Bahn abriu a 8 de Maio de 1976, apesar do facto das linhas U4 e U6 já existirem, utilizando a linha de comboio que trabalhava desde 1898.
A rede está ligada ao sistema S-Bahn de Viena. Todos os transportes públicos na capital austríaca, incluindo os eléctricos (bondes), os autocarros (ônibus) e os comboios (trens), utilizam o mesmo bilhete. Os nomes das estações são normalmente atribuídos segundo as ruas ou as zonas da cidade onde se encontram.
As linhas não têm nenhum nome específico, foram-lhe apenas atribuídos números antecedidos da letra U (de U-Bahn). Podem ainda ser identificadas por uma cor. Actualmente existem cinco linhas : U1, U2, U3, U4 e U6. Tendo havido numerosas propostas para uma linha U5 com diversos percursos, mas todos foram rejeitados. É pouco provável que seja construída num futuro próximo. A frota do metro consiste num total de 758 unidades motoras e 124 carruagens.

## Rede

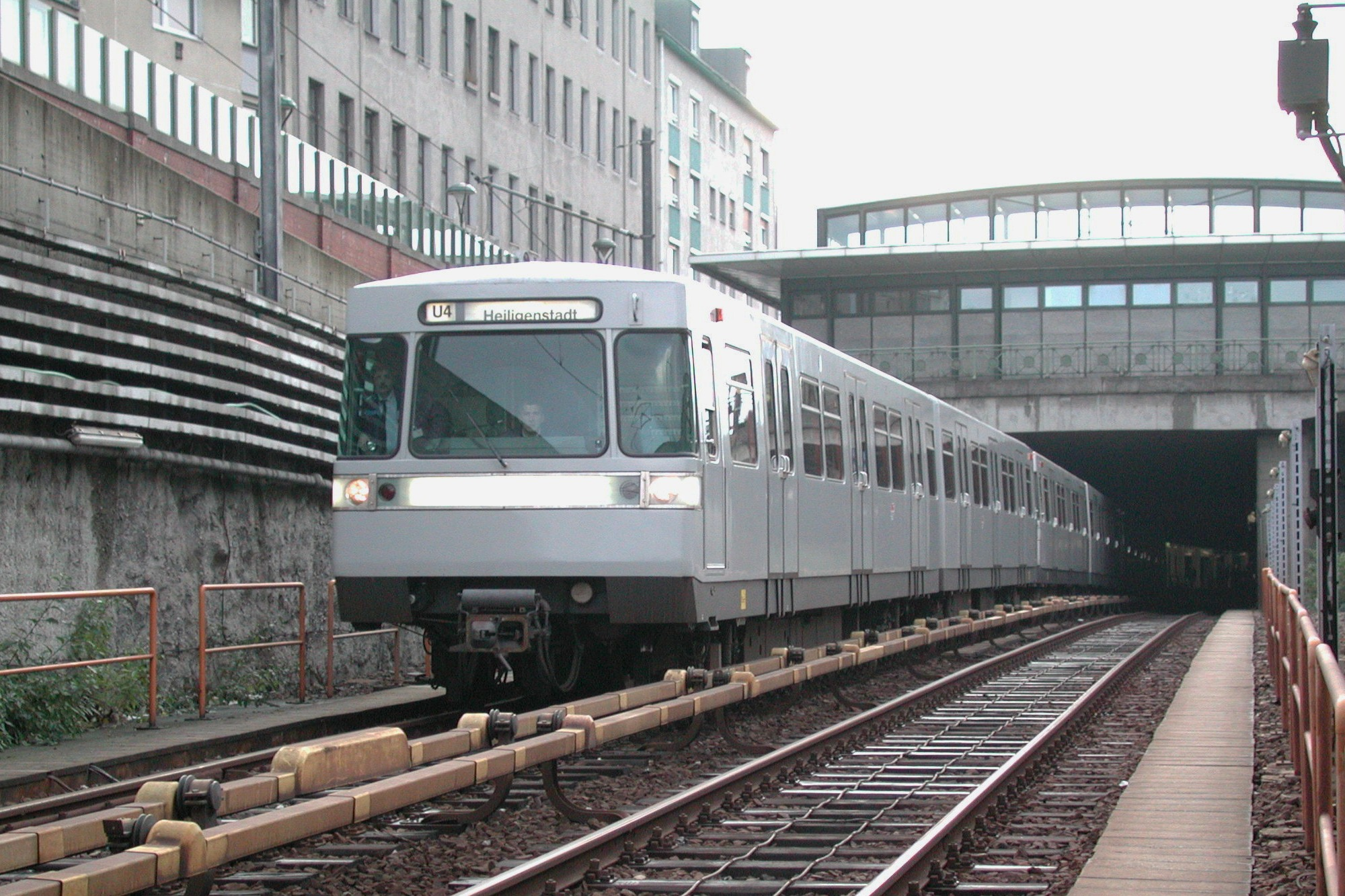

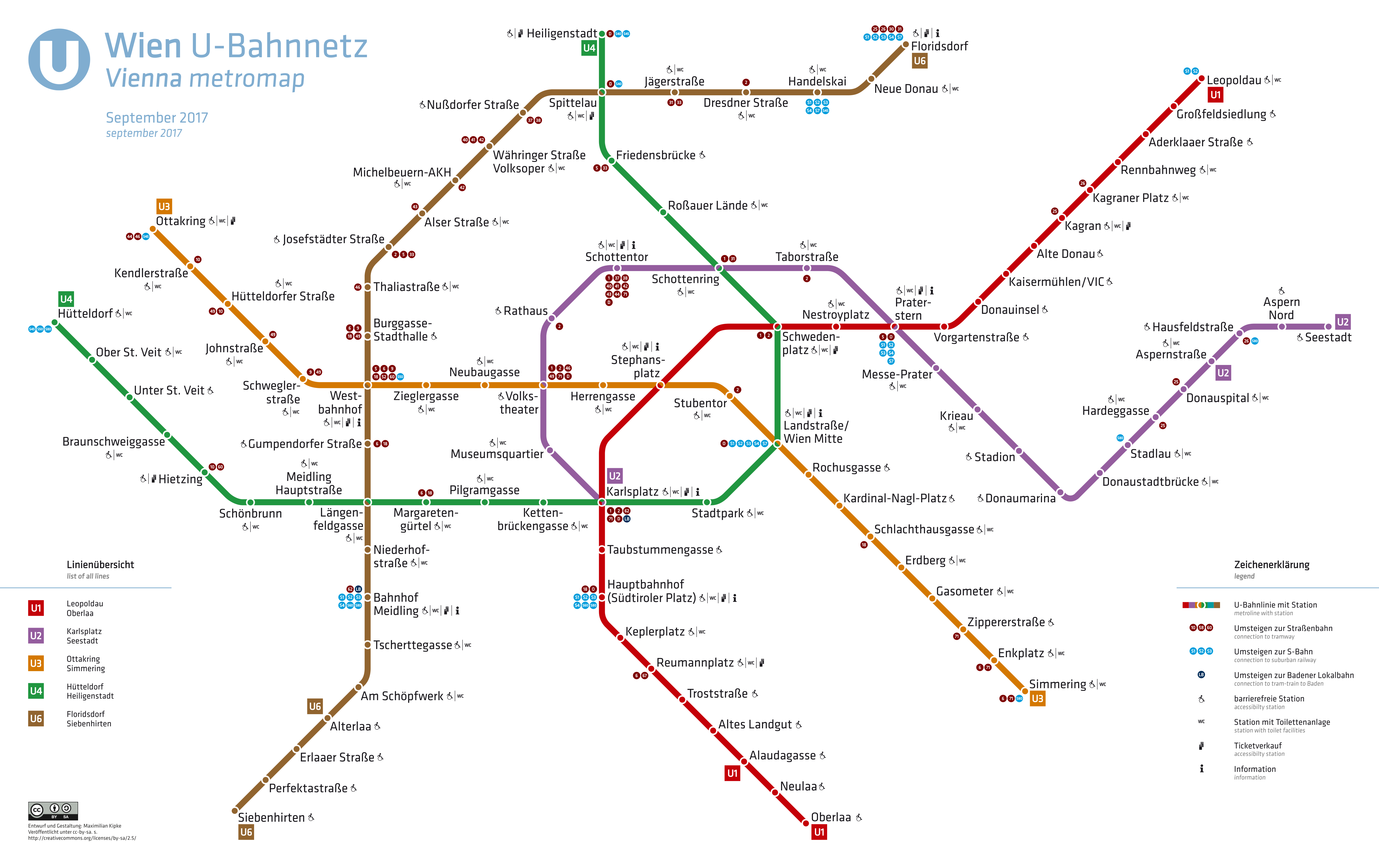
Diagrama do metro de Viena

| Linha | Cor      | Trajecto                   | Inauguração | Comprimento | Número de estações |
| ----- | -------- | -------------------------- | ----------- | ----------- | ------------------ |
| U1    | Vermelho | Reumannplatz ↔ Oberlaa     | 1978        | 19,2 km     | 24                 |
| U2    | Roxo     | Seestadt ↔ Karlsplatz      | 1980        | 16,8 km     | 20                 |
| U3    | Laranja  | Ottakring ↔ Simmering      | 1991        | 13,4 km     | 21                 |
| U4    | Verde    | Hütteldorf ↔ Heiligenstadt | 1976        | 16,3 km     | 20                 |
| U6    | Castanho | Siebenhirten ↔ Floridsdorf | 1989        | 17,3 km     | 24                 |